# Angela Visser

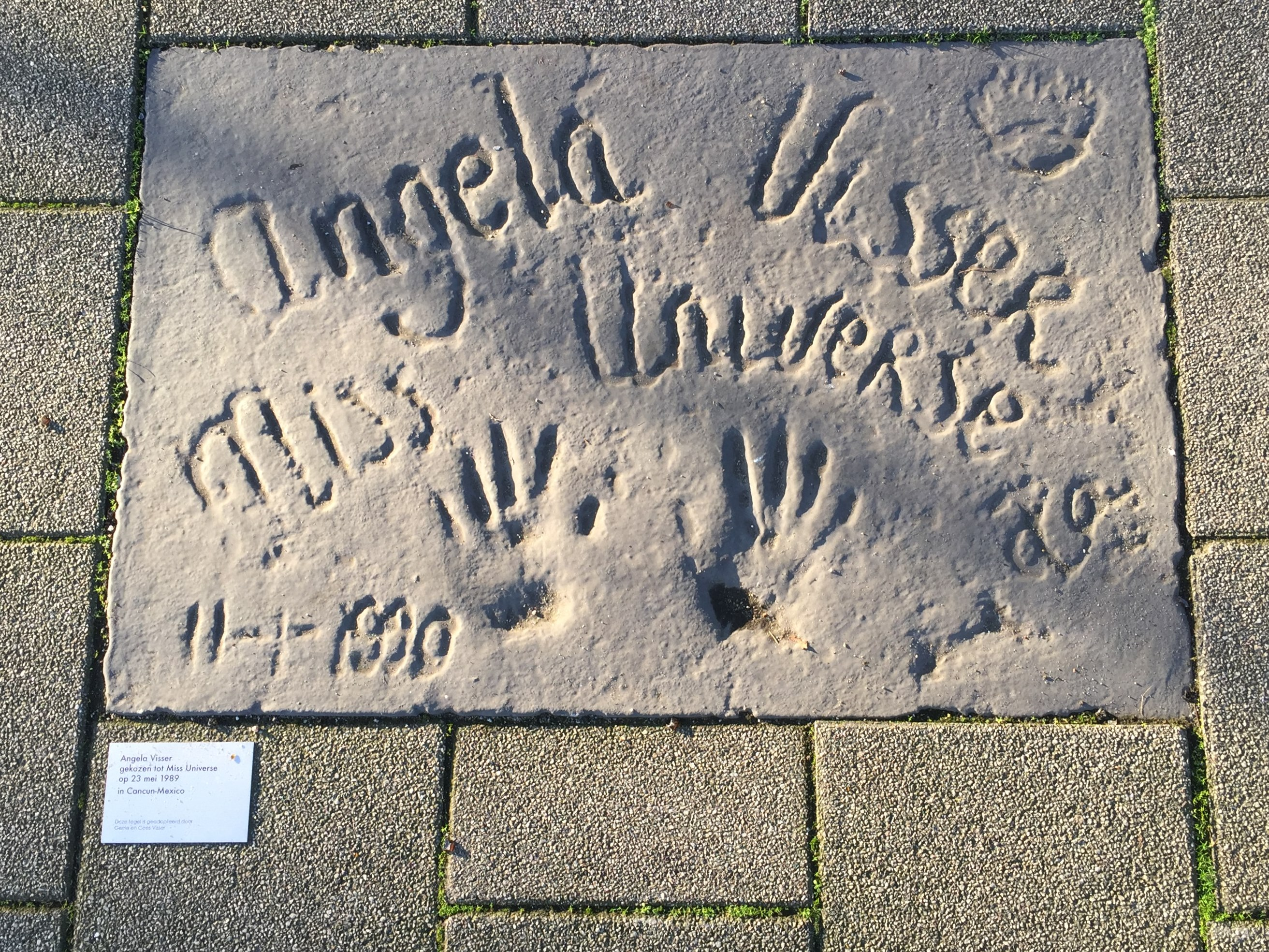
Odcisk dłoni Angeli Visser na stacji metra Zuidplein w Rotterdamie.

Angela Visser (ur. 18 października 1966 w Nieuwerkerk aan den IJssel) – holenderska modelka i aktorka.

## Życiorys
Była pierwszą Holenderką, która zwyciężyła w konkursie Miss Universe. W 1988 roku była wydelegowana na Miss World, jednak nie zanotowała żadnego sukcesu.
Po konkursie występowała w amerykańskich programach telewizyjnych oraz serialach.

## Filmografia
- The Ben Stiller Show
- Blossom
- Boy Meets World
- Baywatch
- Acapulco H.E.A.T.
- Beverly Hills, 90210
- Przyjaciele
- USA High